# شرطة النقل

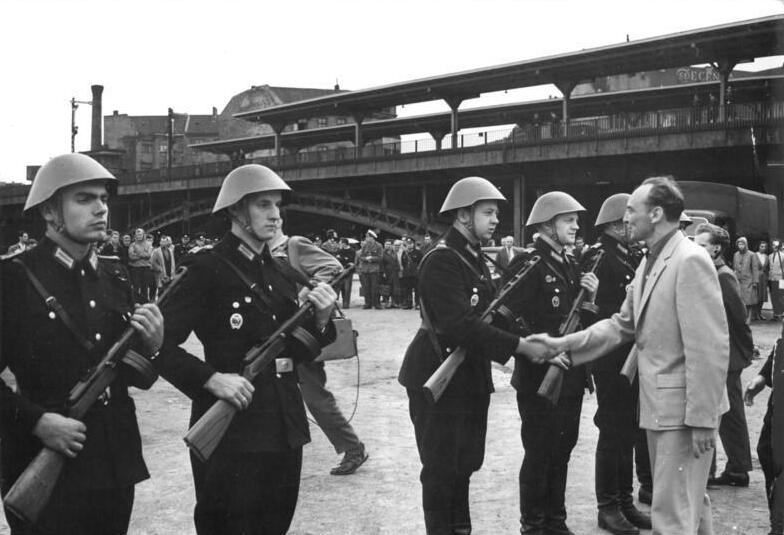
حرس الشرف في Transportpolizei في Mauerbau، برلين، 1961

Transportpolizei (الألمانية لـ «شرطة النقل») شرطة المرور التابعة للجمهورية الديمقراطية الألمانية (ألمانيا الشرقية)، وكان ضباطها يُطلق عليهم عادة اسم TraPos. كانت جزءًا من شرطة الشعب الألمانية وسيطرة على جميع طرق العبور ولكن بشكل أساسي القطارات والسكك الحديدية. كان يتألف من حوالي 8500 رجل، تم تنظيمهم على المستوى الوطني وعلى مستوى المقاطعة مع كل مقاطعة دويتشه رايشبان؛ برلين وكوتبوس ودريسدن وإرفورت وغرايفسفالد وهالي وماغديبورغ وشفيرين. أرتدو الزي الرسمي الأزرق الداكن (التي كانت تسمى في العامية «العنب البري») بدلا من الزي الرسمي الأخضر Volkspolizei. تم تنظيمها في ستة عشر فيالق ومجهزة بالأسلحة الصغيرة وآر بي جي 7 التي تطلق من الكتف وقاذفات القنابل المضادة للدبابات. أشرفت شرطة النقل على جميع محطات القطارات الأكبر حجماً كما نظمت المسافرين، خاصة على الحدود مع ألمانيا الغربية، وقامت بتوجيه حركة المرور. قبل بناء حائط برلين، كانت شرطة النقل تسيطر على أس-باهن في برلين الغربية (حيث سيطرت دويتشه ريخسبان على أس-باهن في كل من برلين الشرقية والغربية). في «دورات interzone» (التي سميت فيما بعد «دورات العبور») كانت مدرسة التدريب لشرطة النقل في هالي. 
من يناير 1953 حتى فبراير 1957، كانت شرطة النقل جزءًا من وزارة أمن الدولة، والتي كانت بدورها جزءًا من مكتب وزير الخارجية. ابتداءً من مارس 1957 تم نقله إلى Volkspolize.
بعد إعادة توحيد ألمانيا في عام 1990، تم حل شرطة النقل، حيث تم نقل حوالي 1200 من موظفيها إلى شرطة السكك الحديدية الألمانية (الغربية). في 1 أبريل 1992، تم الاستيلاء على شرطة السكك الحديدية من قبل حرس الحدود الفيدرالي الألماني (المعروف الآن باسم الشرطة الفيدرالية الألمانية). 